# Château de Groß Schwansee
Le château de Groß Schwansee (Schloßgut Groß Schwansee) est un château construit en style baroque en 1745 et reconstruit en style néoclassique en 1780. Il se trouve dans le village de Groß Schwansee qui appartient à la commune de Kalkhorst dans le Mecklembourg-Poméranie-Occidentale (Allemagne). C'est depuis 2004 un hôtel.

## Historique

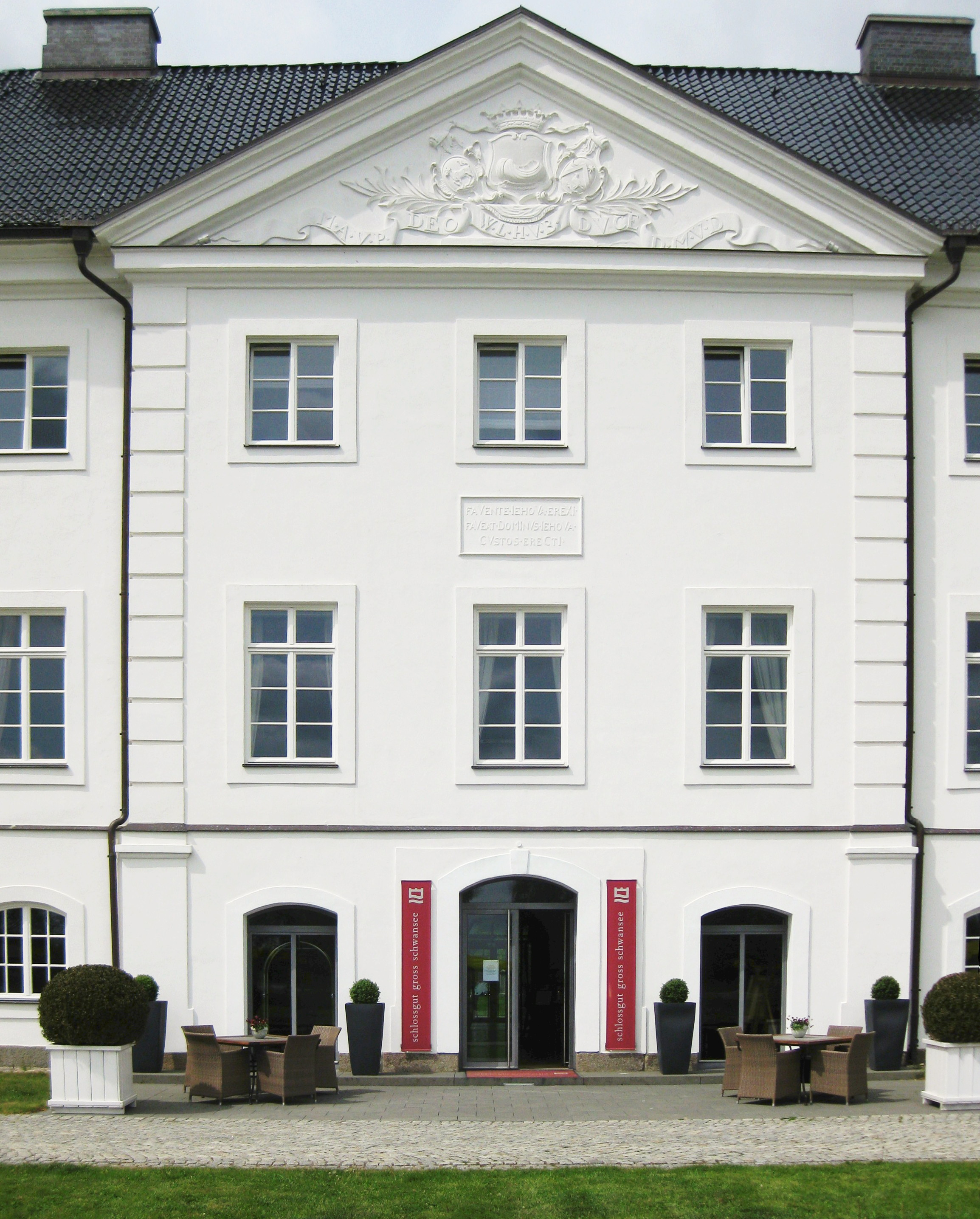
Entrée du château

Le baron Wilhelm Ludwig Hartwig von Both, descendant d'une famille de la noblesse originaire du Mecklembourg, construit ce château en style baroque en 1745, tout près de la baie de Lübeck. Il est acquis avec ses terres par le comte von Brockdorff en 1780 qui le fait reconstruire en style néoclassique. Ses façades sur la longueur comprennent deux étages de onze fenêtres chacun et quatre sur la largeur. Le château est construit sur le modèle du corps de logis du château de Bohmer à proximité, et inspiré aussi du château de Johannstorf. L'avant-corps de la façade d'honneur présente les blasons de la première épouse du baron von Both, née Amélie von Plessen, et de sa seconde épouse après son veuvage, née Dorothée von Dorne, avec la devise Deo duce (conduit par Dieu).
Le riche négociant Johann Heinrich Schröder l'achète en 1850. Dix-huit ans plus tard, la famille accède au titre de baron. Elle est restée propriétaire du château et de son domaine agricole, jusqu'en 1945, date à laquelle elle en a été expulsée, lorsque l'endroit a intégré la zone d'occupation soviétique. Il a accueilli des réfugiés, puis une école avec internat. Situé à trois cents mètres de la mer Baltique, les terres faisaient partie d'une zone strictement interdite, car se trouvant non loin de la frontière de la RDA avec la RFA.
Une allée de tilleuls de 300m mène à la plage, bordée par un chemin de ronde à travers les dunes.
Le château, acheté par la compagnie Silvius Dornier, a été restauré en 1999, pour être transformé en hôtel de tourisme, ouvert en 2002 avec un restaurant gastronomique crédité de quatorze points par le guide Gault et Millau en 2005.
Le Bundesgartenschau 2009 (exposition florale) s'est tenu dans le parc du château d'avril à octobre 2009, ainsi que dans deux autres lieux de la région du Mecklembourg du nord, le château de Wedendorf et le château de Hasenwinkel, et dans trente et un parcs de tout l'État du Mecklembourg-Poméranie-Occidentale.

## Source
- (de) Cet article est partiellement ou en totalité issu de l’article de Wikipédia en allemand intitulé « Schlossgut Groß Schwansee » (voir la liste des auteurs).